# Born to Die (album de Lana Del Rey)

Born to Die este cel de-al doilea album de studio al cântăreței americane Lana Del Rey, lansat pe 30 ianuarie 2012 prin intermediul caselor de discuri Interscope și Polydor Records. Înregistrarea conține doisprezece piese indie-pop compuse de Lana care abordează teme precum dragostea, eșecul amoros sau importanța aspectelor materiale. Albumul Born to Die a primit recenzii favorabile din partea criticilor de specialitate, iar din punct de vedere comercial s-a dovedit a fi un succes – discul a ocupat prima poziție în clasamentele din Regatul Unit, Germania, Franța și a obținut locul secund în ierarhia Billboard 200. Albumul a fost vândut în peste 900.000 de exemplare pe plan internațional în primele trei săptămâni de la lansare.

## Lista pieselor
Versiunea standard
1. „Born to Die” — 4:46
2. „Off to the Races” — 5:00
3. „Blue Jeans” — 3:30
4. „Video Games” — 4:42
5. „Diet Mountain Dew” — 3:43
6. „National Anthem” — 3:51
7. „Dark Paradise” — 4:03
8. „Radio” — 3:34
9. „Carmen” — 4:08
10. „Million Dollar Man” — 3:51
11. „Summertime Sadness” — 4:25
12. „This Is What Makes Us Girls” — 3:58

Cântece bonus de pe versiunea „deluxe”
- „Without You"” — 3:49
- „Lolita” — 3:40
- „Lucky Ones” — 3:45